# 아가사 크리스티: 명탐정 포와로
《아가사 크리스티: 명탐정 포와로》(영어: Agatha Christie's Poirot)는 1989년부터 2013년까지 방영된 영국의 드라마이다.